# Neoperla obliqua
Neoperla obliqua és una espècie d'insecte plecòpter pertanyent a la família dels pèrlids.

## Descripció
- Els adults són de color ocraci amb el pronot marronós (sovint lleugerament més pàl·lid lateralment) i els ocels de grandària moderada.
- Les ales dels mascles fan 12-17 mm de llargària i les de les femelles entre 15 i 23.
- Els ous són ovals i fan 0,34 x 0,25 mm.[5]

## Hàbitat
En el seu estadi immadur és aquàtic i viu a l'aigua dolça, mentre que com a adult és terrestre i volador.

## Distribució geogràfica
Es troba a Malèsia: l'illa de Luzon (les illes Filipines).